# Jean Lecoultre
 (mars 2023).
Pour les articles homonymes, voir Lecoultre.
Jean Lecoultre, né le 9 juin 1930 à Lausanne et mort le 22 mars 2023, est un peintre suisse.

## Biographie
Jean Lecoultre est le fils d'Émile Julien, employé de banque originaire du Chenit, et d'Élise Jeanne Motta d’origine piémontaise. La famille habite le quartier de la Pontaise avant de déménager à Mon Repos lorsque Lecoultre a 6 ans. Il y découvre le faux-semblant en jouant dans la tour du parc, imitation du XIXe siècle d’une ruine moyenâgeuse. À la fin de l’école obligatoire, Lecoultre veut entrer à l'École des beaux-arts. « Je ne savais pas pourquoi, ou avais-je déjà un vague sentiment de ce qui allait être mon métier ? Je ne sais plus, et ça n'a pas d'importance. De toute manière, mes parents se sont opposés à ce projet. »[réf. nécessaire] Fils unique, il est très surveillé et son père souhaite naturellement qu’il suive sa voie.
En 1945, il entre donc à l'École de commerce de Lausanne. Il y fait la connaissance de René Berger, alors professeur d’anglais, et futur conservateur du Musée cantonal des beaux-arts de Lausanne. Celui-ci comprend tout de suite que cet élève n’est pas comme les autres et le pousse à écrire. « Il aimait ma passion pour la poésie, pour Baudelaire, les surréalistes et surtout pour la revue Minotaure, éditée par Albert Skira à Genève, que j’avais découvert par hasard à la bibliothèque de municipale. » Jean Lecoultre écrit alors Clefs peintes, un recueil de poèmes surréalistes, titre annonçant étrangement sa future profession, et la passion pour Paul Klee qu’il n’éprouvera que quelques années plus tard. Plusieurs poèmes ont pour sujet le peintre dans son atelier et le processus créatif.
Diplômé de l’École de commerce en 1948, Lecoultre devient ensuite employé chez Swissair, à Genève, au service du contentieux. Même si ce thème n’est que très peu traité dans sa peinture, il est passionné par l’aviation (il obtiendra une licence de pilote privé en 1965). « C'était l'époque des Douglas DC-3 bimoteurs, et quand je suis parti, il y avait déjà les DC-6, les premiers long-courriers entre Cointrin et New York. » Dans cet univers administratif, Jean Lecoultre dessine sur des papiers volants, des blocs-notes. Puis, il apprend quelques rudiments techniques chez le peintre Georges Aubert.
En 1951, il part pour Madrid, cessant dès lors toute activité administrative pour se consacrer exclusivement à la peinture. Pourquoi Madrid et pas Paris ? « Parce que tous les jeunes artistes allaient à Paris et qu’un sentiment ténu dans mon inconscient m’indiquait que je devais aller à Madrid. » À Madrid, Jean Lecoultre se passionne pour Francisco de Goya et Diego Vélasquez au musée du Prado, mais aussi pour le cinéma en général et les films noirs américains en particulier. Puis il rencontre Acacia Jerez Aguilar, et l’épouse en 1952.
Les toiles de Lecoultre sont, pour la première fois, exposées en 1952 à la galerie de la Paix à Lausanne. La même année, Jean Lecoultre participe à une exposition collective à Madrid à laquelle prend part Antonio Saura. Il se lie d'amitié avec le peintre, ainsi qu’avec son frère le cinéaste Carlos Saura. En préface au catalogue d'une expo importante de son collègue vaudois, en 1994, Antonio Saura écrit : « Sa peinture, à ses débuts, constitua pour moi un stimulant parce qu'elle répondait techniquement à une modernité manifeste ; et depuis, sa personnelle et cyclique métamorphose des formes n'a pas cessé de provoquer de continuels soubresauts. Dans son œuvre actuelle, si énigmatique, réside un mystère très différent de l'autre, le lointain, tous deux se ravivant mutuellement dans le désarroi du présent. » Est-ce l’Espagne qui transforme radicalement le style du peintre aux alentours de 1953 ? Toujours est-il que c’est à Madrid que Lecoultre trouve de nouvelles voies. Sa peinture quitte les couleurs et les formes de Paul Klee pour des toiles plus tranchées, sombres, parfois violentes déjà. En 1955, il obtient la bourse fédérale des Beaux-Arts. De retour à Lausanne en 1957 pour des raisons familiales, l’Espagne reste son inspiration principale jusqu’en 1962.
Au début des années 1960, le style du peintre subit une transformation décisive. Le paysage est aboli, le portrait déconstruit, l’élément végétal disparaît presque complètement, la lumière devient plus artificielle. Cette rupture vient d’un changement de technique, mais pas seulement, on l’a compris. Lecoultre n’est d’ailleurs pas le seul artiste à ressentir des besoins de rupture et de modernité à cette époque, l’histoire de l’art s’en souvient. À cette période, Lecoultre expose tant en Espagne qu’en Suisse romande, à Berne et à Zurich, à Paris, ainsi qu’à Tokyo. D’années en années, le peintre n’hésite pas à abandonner certaines techniques très éprouvées par lui, pour s’attacher à de nouvelles. C'est une fois de plus le cas en 2014, qui marque une transformation radicale dans le processus créatif et pictural de Jean Lecoultre. Pour une série de toiles intitulée Après, l'artiste abandonne la pratique de la scénarisation qui lui était chère auparavant au profit d'une approche nouvelle de la composition de ses tableaux. Si, comme toujours, l'élément originel reste un document photographique, Jean Lecoultre ne passe plus par un storyboard pour définir sa composition avant de la peindre mais part librement à la rencontre de la toile. Dans une installation vidéo accompagnant l'exposition de cette série de toiles, il décrit cette libération de la contrainte imposée jusqu'alors comme « jubilatoire ». 

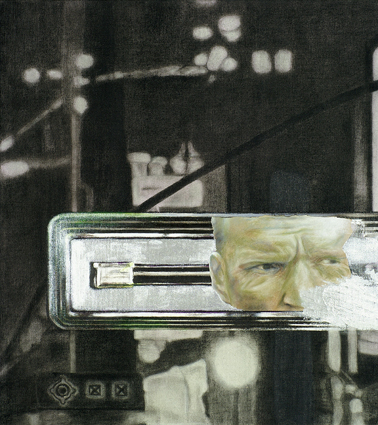
« Composants dérivés 6 » (2005).

Jean Lecoultre a parallèlement un œuvre gravé important. Dès 1955, il apprend l’eau-forte et la pointe sèche. Puis en 1967, il collabore, aux côtés de Pietro Sarto, aux Presses artistiques de Pully et reçoit en 1969 le Prix genevois de la Jeune Gravure. Il est exposé aux « Graveurs suisses » de Stockholm et la « 7e Biennale de la Gravure de Tokyo et Kyoto » en 1970, ainsi qu’à la « Triennale de la Gravure de New Delhi » en 1971.
De 1973 à 1975, il est membre de la Commission fédérale des beaux-arts et son destin national se renforce encore lorsqu’il représente la Suisse à la Biennale de Venise en 1978. Importantes expositions à Madrid, Barcelone, Cuenca et à la Fondation Gianadda de Martigny en 2002.
Il meurt le 22 mars 2023 à l'âge de 92 ans.

## Distinctions
- 1955 : Bourse fédérale des beaux-arts
- 1987 : Grand prix de la Fondation vaudoise pour la culture

## Expositions
- 2014 : Ditesheim & Maffei Fine Art
- 2011 : ELAC, Renens.
- 2007 : Galerie Ditesheim, Neuchâtel.
- 2006 : Galerie Gigon, Paris.
- 2005 : Castello della Lucertola, Apricale, rétrospective de l'œuvre gravé et lithographié.
- 2004 : Alice Pauli, Lausanne.
- 2002 : Centro Cultural del Conde Duque, Madrid ; Fundacion Antonio Perez, Cuenca ; Centre d'Art présence Van Gogh, Art contemporain, Saint-Rémy-de-Provence ; Fondation Pierre Gianadda, Martigny, rétrospective.

## Sources
- Michel Thévoz, Jean Lecoultre, Genève, Skira, 1989
- Jean Lecoultre, Musée Jenisch, Vevey, 1994.
- Article de Gilbert Salem, 24 Heures du 8 avril 1997.
- Jean Lecoultre, Ediciones del Umbral, Madrid, Pully, 2002.
- Site Internet de la Fondation Pierre Gianadda
- Alberto de Andrés, « Jean Lecoultre », sur SIKART Dictionnaire sur l'art en Suisse, 2020.